# Pterolophia pusilla
Pterolophia pusilla là một loài bọ cánh cứng trong họ Cerambycidae.